# 松本蘭
松本 蘭（まつもと らん、1983年9月15日 - ）は、日本のヴァイオリニスト。埼玉県出身。

## 人物・来歴
桐朋学園大学音楽学部卒業、同研究科修了。
第6回大阪国際音楽コンクール第1位など、数々のコンクールで入賞。
2008年、文化庁本物の舞台芸術体験事業「本物の舞台芸術鑑賞会」で公演。
「高嶋ちさ子 12人のヴァイオリニスト」における活動を経て、2009年8月、アルバム『蘭ing』でソロデビュー。
2009年度ミス日本「ミス着物」受賞。
2017年9月、誕生日に入籍を発表。

## ディスコグラフィー
1. 蘭ing（2009年8月）
2. Romance（2016年4月27日）

### その他
1. メンデルスゾーン:ピアノ三重奏曲 第1番 ベートーヴェン:ピアノ三重奏曲 「大公」（2014年12月18日）
「松本蘭、水野由紀、村松亜紀」名義

## テレビ出演
- 科捜研の女 第11シリーズ 第13話（2012年2月16日、テレビ朝日） - 小島涼子 役

## 企業広告
- 日経CNBC（スカパー!・ケーブルテレビ局向け経済テレビ）2010年よりイメージキャラクター。